# Портфели Миллера
Портфели Герхарда Фридриха Миллера — совокупность собраний исторических материалов, собранных академиком Г. Ф. Миллером (1705—1783), одним из крупнейших историков XVIII века, служившим (с 1766), управлявший Московским архивом Коллегии иностранных дел (1775), а также личный и творческий архив учёного.
Собрание это было приобретено у него (1782) по именному указу Екатерины II Алексеевны за 20 тыс. руб. и после смерти историка перешло в Московский архив Коллегии иностранных дел (МАКИД). До конца XVIII века комплекс ещё пополнялся новыми материалами, а ряд его документов осел в других отделениях архива. Часть материалов «портфелей», имеющая отношение к истории Академии наук и деятельности Г. Ф. Миллера в качестве её конференц-секретаря, была передана (1830—1831) в архив академической конференции (Петербургское отделение Архива Российской академии наук). В середине XIX века было осуществлено описание фонда (основанное на систематизации, проведенной И. М. Стриттером (1779—1780).

## Описание архива Портфелей Миллера
Реестр № 4, письменным книгам, портфелям и ландкартам покойного действительного статского советника Миллера, в Архив вступившим: всех рукописей 537, планов и карт 186 (1784).
Из фонда выделены и переданы (1951) в Российский государственный архив древних актов:
Личные документы Г. Ф. Миллера XVIII века. Материалы служебной деятельности Г. Ф. Миллера в качестве конференц-секретаря Академии наук, редактора «Ежемесячных сочинений», управляющего Московским воспитательным домом и Московским архивом Коллегии иностранных дел: рапорты, донесения, документы о путешествии в Англию, Голландию и Германию (1730—1731), участии во 2-й Камчатской экспедиции (1733—1743), путешествии по городам Московской провинции (1778—1779) и др.
Материалы научной деятельности Г. Ф. Миллера: диссертация «О происхождении имени и народа Российского» и материалы её обсуждения, в том числе возражения С. П. Крашенинникова, М. В. Ломоносова, Н. И. Попова, Ф. Г. Штрубе де Пирмонта, И. Э. Фишера, журнал дискуссии, черновые и беловые списки трудов Миллера: «История Сибири» и примечания на неё И. Э. Фишера и В. Н. Татищева, «О народах, издревле в России обитавших», «Опыт новейшей истории о России», «История царя Фёдора Алексеевича», «Известие о начале Преображенского и Семёновского полков гвардии», «О первом российском летописателе преподобном Несторе, его летописи и о продолжателях оныя», примечания к «журналу» П. Гордона, «Известие о дворянах», «Известие о новейших кораблеплаваниях по Ледовитому и Камчатскому морю с 1742 года», очерки по истории городов Московской провинции, «История Академии наук», «О рыбном клее», «Описание вещам, найденным в курганах Новороссийской губернии» и др. Примечания на труды о России Ж. Л. Бюффона, А. Ф. Бюшинга, Х.И. фон Вин
Проекты и мнения Г. Ф. Миллера об учреждении исторического департамента Академии наук, об учреждении Московского университета, об обучении пажей, об учреждении школ, училищ по подготовке чиновников для статской службы и т. д.
Материалы издательской деятельности Г. Ф. Миллера: документы по истории издания «Истории Российской» В. Н. Татищева, «Описания земли Камчатки» С. П. Крашенинникова, «Ядра Российской истории» А. И. Манкиева, «Географического лексикона» Ф. А. Полунина, Степенной книги, разрядных записей XVII в., журнала «Ежемесячные сочинения» и др.
Служебная, научная и личная переписка Г. Ф. Миллера, в том числе с русскими государственными деятелями — И. И. Бецким, князем М. Н. Волконским, графом А. Р. Воронцовым, князем А. А. Вяземским, князьями А. М., Д. А. и Н. М. Голицыными, И. И. Мелиссино, графом И. А. Остерманом, графами Н. П., П. А. и С. П. Румянцевыми, М. Г. Собакиным, бароном И. А. Черкасовым, И. И. Шуваловым и др., русскими учеными и деятелями культуры — А. А. Барсовым, Д. Я. Лаптевым, А. Д. Красильниковым, С. П. Крашенинниковым, М. Н. Соколовским, А. П. Сумароковым, С. А. Порошиным, А. А. Нартовым, князем М. М. Щербатовым, М. М. Херасковым, Г. И. Полетикой, Е. В. Татищевым и др., иностранными учеными — Л. Эйлером, Х. Букмейстером, Ж. Шаппом дОтерошем, А. Ф. Бюшингом, У. Коксом, Ж. Н. Делилем, Л. Делилем де Ла Кроером, И.Г. фон Юсти, К. Линнеем и др.
Выписки из летописей, в том числе Троицкой пергаменной, хронографов, Степенной книги за XII—XVI вв. Житие Александра Невского, 1-е Послание кн. А. М. Курбского Ивану Грозному и 2-е Послание Ивана Грозного кн. А. М. Курбскому. Летопись о многих мятежах, Иное сказание, Повесть Авраамия Палицына об осаде Троице-Сергиева монастыря (сп. XVIII в.). «Описание бывшего в Москве сильного пожара 3 мая 1626 года». Выписки из Синопсиса И. Гизеля. Сочинения В. Н. Татищева — выписки из Истории Российской, др. труды (автогр.), «Лексикон». Материалы об истории публикации «Истории Российской» и др. сочинений. Труды князя Д. П. Кантемира, С. П. Крашенинникова, Д. Мессершмидта, П. И. Рычкова, Феофана Прокоповича.
Духовные, жалованные и др. грамоты царей, великих, удельных и служилых князей XV—XVII вв., в том числе духовная грамота великого князя Василия II Васильевича (1462), князя И. Ю. Патрикеева (1499), жалованные грамоты Василия III (1511 и 1517), Ивана IV Грозного (1557 и 1577), Бориса Годунова, Лжедмитрия I, Василия Шуйского (1599—1610), Михаила Фёдоровича (наследникам Ивана Сусанина) (1619).
Чины венчания на царство и свадебные чины Василия III, Ивана IV Грозного, Михаила Фёдоровича, Алексея Михайловича, Фёдора Алексеевича XVI—XVII вв. Разрядные книги (сп. XVII—XVIII вв.). Выписки из разрядов (1477—1675). Десятня по Владимиру (1570). Выписки из боярских книг (1573, 1616, 1647, 1686). Боярский список (1611). Выписки из записных книг Посольского и Разрядного приказов (1626—1710), из дел Посольского приказа (о Н. Г. Спафарии) конца XVII века.
Материалы по истории государственных учреждений XVI — начало XVIII в.: Кормленая книга Устюжской четверти (1619), выписки из указов, записных книг разных приказов (1625—1691), опись архива Разрядного приказа (подл.) (1640-е), списки приказных судей, городов, ведавших Разрядным приказом XVII в., конспект ведомости о приказах, составленных в Разрядном архиве (1777).
Материалы по истории местничества: хронологические выписки из разрядных книг и местнических дел (1524—1635), «Соборное деяние» об отмене местничества (1682).
Материалы по истории социальных конфликтов («Смуты», Крестьянских войн и др.). Следственное дело об убийстве царевича Дмитрия в Угличе (1591), документы о Крестьянской войне под предводительством С. Т. Разина, Стрелецком восстании конец XVII века (указы, расспросные речи, выписки из публицистических сочинений, в том числе Сильвестра Медведева), Чумному бунту (1771), Крестьянской войне под предводительством Е. И. Пугачева (указы, манифесты, донесения, рапорты, объявления, письма Екатерины II и др.).
Материалы по истории внешней политики России: росписи трактатам России с иностранными государствами (1513—1725), документы о сношениях с Польшей и Литвой (1333—1773), Крымом (1416—1740), Священной Римской империей (1481—1781), Лифляндией (1501—1585), Пруссией (1517—1707), Швецией (1556—1631), Англией (1581—1766), Грузией (1586—1740), Францией (1615—1629), Бухарой (1624—1676), Персией (1624—1735), Турцией (1624—1779), Данией (1627—1780), Голландией (1630—1651), Голштинией (1632—1636).
Материалы по истории царствования Петра I: письма и указы Петра I (1695—1725), письма Петра I П. Гордону, князю В. В. Долгорукову, М. А. Матюшкину, переписка с графом Б. П. Шереметевым (1700—1709) и Павла I: печатные указы (1796—1797).
Материалы по истории России XVIII в.: указы (рукоп., печ.), дипломатические документы, трактаты, дипломатическая переписка (1711—1795), в том числе корректуры печатных указов, «Прибавления» к Московским и Петербургским ведомостям.
Документы по истории Семилетней войны: указы, манифесты, донесения, рапорты.
Материалы по истории русской православной церкви: документы о патриаршестве в России, описания церковных обрядов, списки иерархов, документы по истории старообрядчества и сектантства, сведения о церквях и монастырях, документы Синода, биографические данные о патриархах Иове и Иоакиме, митрополите Дмитрии Сеченове, архиепископе Амвросии Юшкевиче и др.; соч. Арсения Суханова и митрополита Дмитрия Ростовского.
Документы по истории католической и протестантской церквей в России в XVIII в.
Материалы по истории промышленности и торговли: списки фабрик, заводов, соляных промыслов, ведомости об откупах, подборки указов, жалованных грамот и др. документов по вопросам торговли (1571—1773).
Материалы по истории Новгорода (новгородские грамоты 1263—1494), Москвы и Петербурга «Опыт исторического описания о начале города Москвы» М. И. Ильинского, описание Москвы Ф. Охтенского (1775) и др.. Описания отдельных городов, провинций и губерний Российской империи XVIII в.
Материалы по истории Сибири из архивов Пелымской, Тобольской, Якутской и др. воеводских канцелярий, в том числе царские грамоты, воеводские отписки, крестоприводные записи, окружные грамоты, памяти (подл.) (1593—1630 и 1681—1701). Окладная книга жалованья детям боярским, новокрещенам, казакам и стрельцам Тобольска (подл.) (1663—1678). Ведомости, выписки (в том числе из писцовых книг) о церквях и монастырях Сибири. Ведомости, присланные Г. Ф. Миллеру в ответ на рассылавшуюся анкету со сведениями о городах Иркутской, Исетской, Тобольской и др. провинций. Описания Березовского, Верхотурского, Кецкого, Краснослободского, Нарымского, Пелымского, Тобольского, Тюменского, Якутского и др. сибирских архивов. Следственное дело о сибирском генерал-губернаторе князе М. П. Гагарине (1719—1721). Географические описания городов, уездов и провинций Сибири. «Описание сибирских народов» Я. И. Линденау (1741—1745).
Материалы по истории географических открытий: отписки сибирских воевод и грамоты к ним о плаваниях по Ледовитому океану. Сочинения и документы, собранные Т. И. и В. И. Шмалевыми, по истории освоения Камчатки, строительства Анадыря, Охотска и др. О плаваниях около Камчатки (1725—1742), в том числе морские журналы капитанов В. В. Прончищева, М. П. Шпанберга и др.
Материалы по истории, географии, языку Китая XVII—XVIII вв., Лифляндии XVI—XVII вв., Персии XIII—XVIII вв.
Историко-этнографические материалы об арабах, калмыках, монголах, населении Лифляндии и Эстляндии, татарах, тунгусах, турках, украинских казаках и др.
Документы об основании и истории Петербургской Академии наук, Московского университета, в том числе проекты, переписка, сведения об издании книг в типографиях Академии наук и Московского университета. Реестры русских и иностранных книг. Каталоги библиотек князя А. Д. Голицына и В. Н. Татищева. Списки иностранных книг по истории России.
Материалы по генеалогии русских дворянских родов: «генеалогические тетради», родословные таблицы, схемы, росписи, выписки из родословных книг и др. источников, заметки генеалогического характера, родословные таблицы, присланные Н. И. Новикову (1787—1788).
Материалы по генеалогии великих князей литовских, калмыцких владетельных родов, астраханских, казанских, крымских, сибирских ханов.
Материалы по демографии: выписки из ревизских сказок, сведения о наборе рекрут (1717—1784), сведения о родившихся и умерших в Московской губернии (1769—1776), о числе купцов и мещан в Москве (1775).
Копии надгробных надписей Новоспасского московского монастыря, Вознесенского девичьего монастыря, Архангельского собора Московского Кремля, Георгиевского собора в Новгороде и др. Синодик Воскресенского монастыря.
Документы по истории русского медальерного искусства: проекты медалей, списки русских медалей.
Материалы по языкознанию: словари языков народов Сибири и Дальнего Востока, словарь Вольного Российского собрания (на букву «А»), материалы к словарю русского языка, русско-немецкому словарю, переписка В. К. Тредиаковского и К. А. Кондратовича по вопросам лексикографии, «Предложение магистра Паузе, касающееся до российского языка и истории».
Историко-биографические материалы, в том числе фрагменты личных и родовых архивов Строгановых (коп. грамот 1517—1702), графа М. И. Воронцова (переписка с кардиналом А. Альбани, графом М. П. Бестужевым-Рюминым, князем А. М. Голицыным, графом Н. И. Паниным и др. 1744—1761), Х. Гольдбаха, графом А. А. Матвеева, князем А. Д. Меншикова (дипломы, грамоты, хозяйственные документы, переписка, в том числе с членами царской семьи (1698—1726), графом Б. Х. Миниха, графом А. И. Остермана (за 1715—1755), гр. Б. П. Шереметева (за 1702—1715), гр. П. М. Апраксинаю. Материалы к биографиям графа А. П. Бестужева-Рюмина, графа Я. В. Брюса, князя М. М. Голицына, графа Ф. Я. Лефорта, князя А. Д. Меншикова, графа А Г. Орлова.
Выписки из сочинений английских, немецких, польских, французских историков России XVII—XVIII веков.
Записи астрономических и метеорологических наблюдений XVIII века.
Стихи И. С. Баркова, А. Л. Дубровского, М. В. Ломоносова, В. Г. Рубана, А. П. Сумарокова, М. М. Хераскова и др.
Документы о покупке библиотеки и архива Г. Ф. Миллера о выдаче материалов его собрания Н. И. Новикову и князю М. М. Щербатову (1782—1790-е).